# قطعنامه ۱۳۲ شورای امنیت
قطعنامه ۱۳۲ شورای امنیت سازمان ملل متحد که در تاریخ ۰۷ سپتامبر ۱۹۵۹ تصویب شد، سندی بین‌المللی دربارهٔ سؤال مربوط به لائوس است. این قطعنامه طی نشست ۸۴۸ام با ۱۰ موافق، ۱ مخالف و ۰ ممتنع تصویب شد.